# Evangelij
Evangélij je eden od štirih biblijskih opisov Kristusovega nauka, dela in življenja, ki so ga zapisali štirje evangelisti.

## Etimologija izraza
V krščanstvu pomeni evangelij »dobro oznanilo«. Izraz je sestavljen iz dveh starogrških besed (eu - dobro in izpeljanke iz angelos - sel, glasnik) ευαγγέλιον: euangélion; iz tega izraza prihaja tudi beseda evangelist. Na splošno se beseda evangelij uporablja v treh primerih:
1. Za izražanje Božjega oznanjevanja o odrešenju v Jezusu Kristusu ali za izražanje Božjega odrešenja po Jezusu Kristusu. To je običajna novozavezna uporaba (glej Rim 1,1 in Mr 1,1),
2. Kot pokazatelj na štiri kanonične evangelije (Matej, Marko, Luka, Janez) in nekatera druga dela (kot so Evangelij po Tomažu in drugi), ki podajajo pripoved o Kristusovem življenju, smrti in vstajenju,
3. Nekateri moderni strokovnjaki uporabljajo izraz za opredelitev zgodnje krščanskega literarnega sloga (Peter Stuhlmacher, in drugi, Das Evangelium und die Evangelien, Tübingen 1983, in v angleščini: The Gospel and the Gospels).

Izraz evangelij je uporabil sveti Pavel še predno so bili evangelij novozaveznega kanona napisani, ko spominja može iz cerkve v Korintu »na evangelij, ki sem vam ga oznanil in ste ga tudi sprejeli ter stojite trdni v njem« (1 Kor 15,1), s čimer Pavel potrjuje, da so rešeni. Evangelij označi s preprostimi izrazi, da poudari Kristusovo navzočnost po vstajenju (1 Kor 15,3-8):
»Izročil sem vam predvsem to, kar sem sam prejel: Kristus je umrl za naše grehe, kakor je v Pismih. Pokopan je bil in tretji dan je bil obujen, kakor je v Pismih. Prikazal se je Kefu, nato dvanajsterim. Potem se je prikazal več kot petsto bratom hkrati. Od teh je še zdaj večina živih, nekateri pa so zaspali. Nato se je prikazal Jakobu, potem vsem apostolom. Nazadnje za vsemi pa se je kot negodniku prikazal tudi meni.« Uporaba besede evangelij (oziroma grške inačice evangelion) za opredelitev literarnega sloga besedil se datira v 2. stoletje. To zasledimo pri Justinu Mučencu (okoli 155) in nekoliko dvoumno pri Ignaciju Antiohijskemu (okoli 117).
Do danes je ohranjenih okoli 35 evangelijev, od tega 7 v celoti, ostali pa le v bolj ali manj obsežnih fragmentih. Nekateri strokovnjaki menijo, da je v času zgodnjega krščanstva krožilo približno 100 evangelijev.

## Kanonični evangeliji
Od mnogih evangelijev, napisanih v starem veku, so bili le štirje sprejeti za kanonične, kot del Nove zaveze. Vstrajanje pri njihovi kanoničnosti, in to le njihovi, je bila glavna dejavnost svetega Ireneja Lyonskega (okoli 185). V svojem osrednjem delu Adversus Haereses Irenej obtožuje različne krščanske herezije, ki uporabljajo le en evangelij, kot je Markionizem, ki priznava le Markionov različico Lukovega evangelija, in druge, ki priznavajo tudi novejša besedila razodetij, kot je Valentinij. Irenejeva razlaga za uveljavitev le štirih evangelijev je, da ti predstavljajo štiri stebre Cerkve: »ni možno, da bi bil kateri več ali manj, kot ti štirje«, je pojasnil, saj predstavljajo podobnost s štirimi vogali zemlje ter štirimi vetrovi. Njegova predstava je vzeta iz knjige preroka Ezekiela (Ez 1), v kateri Božji prestol nosijo štiri bitja, katerih je sledeča »podoba njihovih obrazov: človeški obraz in obraz leva na desni so imela vsa štiri, obraz vola na levi vsa štiri in obraz orla vsa štiri.« To so hkrati običajni simboli evangelistov: lev, vol, orel in človek. Irenej je bil uspešen pri zagovarjanju tega, da ti štirje evangeliji pričujejo resnico. Po branju vsakega evangelija v luči drugega, je Irenej iz Janezovega evangelija izpeljal način, kako brati Matejevega, Markovega in Lukovega.
- Evangelij po Mateju, namenjen Judovskemu poslušalstvu
- Evangelij po Marku, namenjen Rimskemu poslušalstvu
- Evangelij po Luku, namenjen »nadvse odličnemu Teofilu« (Grk)
- Evangelij po Janezu, namenjen vsemu človeštvu

### Pristnost kanoničnih evangelijev
glej geslo: Sinoptični problem.
Pri Mateju, Marku in Luku je veliko podobnosti pri opisovanju Kristusovega življenja in včasih uporabljajo isto izrazoslovje. Janezov opis ima drugačen slog in prikazuje iste dogodke na drugačen način. Veliko bolj kot pri prvih treh evangelijih je v ospredju teološko in filozofsko sporočilo. Janez je tisti, ki jasno predstavi Jezusa kot utelešenje Boga.
Vzporednice med prvimi tremi evangeliji so tako očitne, da so mnogi strokovnjaki iskali zvezo med njimni. Nemški strokovnjak Johann Jakob Griesbach (1776) jih je z namenom, da bi jih pobliže preučil, razvrstil v tabelo s tremi stolpci, imenovano sinopsa. Kot rezultat so evangeliji po Mateju, Marku in Luku znani kot sinoptični evangeliji. Nekateri kristjani razlagajo podobnost med evangeliji s tem, da so navdihnjeni od Svetega Duha, kar sicer velja za vse knjige Svetega pisma. Tako obstaja podobnost že samo zaradi istega avtorja - Boga.
Prvi krščanski pisci in strokovnjaki so dognali, da naj bi bil prvi napisani evangelij Matejev, zatem Lukov, izpeljan iz Markovega, ter kot zadnji Janezov, kar danes nekateri zagovarjajo z »hipotezo dveh evangelijev«. Kakorkoli, od takrat je mnogo razsvetljenih strokovnjakov predložilo še druge rešitve sinoptičnega problema. Danes je prevladujoče mnenje, da je prvi evangelij Markov, ki se pri opisovanju spogleduje z Matejem in Lukom, ter vsaj še enim evangelijem, ki je izgubljen, in so ga strokovnjaki poimenovali »Q« (nemško Quelle pomeni vir). To je znano kot »hipoteza dveh virov«. Odkritje Evangelija po Tomažu, katerega izreki so zelo podobni izrekom, ki naj bi bili značilni z Q, ter vsebina mnogih izrekov, ki so navedeni le pri Mateju in Luku (a v manj izpiljeni obliki), so dali precejšnjo podoro tej hipotezi. Nekateri menijo, da je Tomaž v Evangeliju po Tomažu, ki naj bi bil kasnejšega datuma kot sinoptiki, preprosto kopiral iz njih.
Še ena teorija, ki se ukvarja s sinoptičnim problemom, je Farrerjeva hipoteza. Ta teorija ohranja Markovo prvenstvo (da je bil Marko napisan prvi) in zavrača upoštevanje teoretičnega dokumenta Q. Austin Farrer se je strinjal s trditvijo, da uporablja Luka za vir Mateja, kakor ga tudi Marko. Za to podobnost med njimi pa ni potreben obstoj hipotetičnega dokumenta.
Ocene, kdaj naj bi bili kanonični evangeliji napisani, so različne; in zagotovost za katerikoli datum je majhna. Namreč najzgodnejši ohranjeni prepisi evangelijev so iz 4. stoletja, iz prejšnjih stoletij pa obstajajo le fragmenti in citati. Strokovnjaki se poslužujejo ostrejše kritične presoje o datumih nastanka originalnih rokopisov evangelijev. Konzervativni strokovnjaki se nagibajo k zgodnejšim datumom kot ostali, med tem ko liberalni strokovnjaki datirajo spise v čimpoznejši možen čas. Navedeni datumi so iz knjige Raymonda E. Browna An Introduction to the New Testament in predstavljajo splošno prepričanje sodobnikov (1996):
1. Marko: okoli 68 - 73
2. Matej: okoli 70 - 100 po prepričanju večine strokovnjakov. Manjšina jih odobrava datum pred letom 70, še posebno tisti, ki ne priznavajo Marka za prvi nastali evangelij
3. Luka: okoli 80 - 100, z najpogostejšo navedbo leta 85
4. Janez: okoli 90 - 110; Brown za Janeza ne podaja splošno mnenje. Le-to je povzeto po C. K. Barrettu. Večinsko mnenje se nagiba k dejstvu, da je bil napisan postopoma, zaradi česar točno določen datum nastanka ne pride v upoštev.

Tradicionalni krščanski strokovnjaki so v času po prelomu drugega tisočletja v splošnem prišli do različnih zaključkov, vendar zagovarjajoč starejše datume. Naslednji podatki so vzeti iz novejše NIV Study Bible:
1. Marko: približno 50-a do zgodnja 60-a leta, ali pozna 60-a
2. Matej: okoli 50 do 70-ih let
3. Luka: okoli 59 - 63, ali 70-a do 80-a leta
4. Janez: okoli 85 do blizu leta 100, ali 50-a do leta 70

Splošno prepričanje med biblicisti je, da so bili vsi štirje izvirniki evangelijev napisani v Grščini, v jeziku Lingua franca rimskega Orienta. Izhajajoč iz zgodnjih razlagalcev se domneva, da naj bi bil Matejev evangelij izvirno napisan v aramejščini, oziroma da je bil preveden iz aramejščine v grščino, s popravki temelječimi na Markovem evangeliju. Vendar ni bil dosedaj odkrit še noben aramejski izvirnik kakšnega evangelija, le kasnejši grški prevodi (glej geslo Peshitta). Pri krščanskih razlagalcih je obče sprejeto, da evangeliji temeljijo na zgodnejšem ustnem izročilu, kar naj bi pojasnilo časovno razpoko med Jezusovo smrtjo in datumom nastanka evangelijev. Ena možnost je tudi, da so bili evangeliji zapisani kmalu zatem, ko so apostoli podali naprej to, čemur so bili priča. Podoben fenomen je bil opazen v več novejših obdobjih, ko je veliko ljudi, ki so preživeli holokavst, v 90-letih 20. stoletja zapisovalo zgodbe, tik pred svojo smrtjo.

## Nekanonični (apokrifni) evangeliji
Poleg štirih kanoničnih evangelijev, obstajajo tudi drugi, ki niso bili sprejeti v kanon. Na splošno niso bili sprejeti zaradi dvomov o njihovem avtorstvu, zaradi časovnega razmika med zapisom dogodka in dogodkom samim ali zaradi mnenja, da vsebujejo razlike v zvezi z obstoječimi pravovernimi nauki. Če je bilo za evangelij, ki je, denimo, pripisan Jakobu, jasno ugotovljeno, da je nastal po letu 120 n.š., potem je malo možnosti, da bi se zdelo njegovo avtorstvo avtentično. Po tem se razlikuje od četverih kanoničnih evangelijev, o katerih večina strokovnjakov soglaša, da so nastali pred letom 100 n.š. Zato je večino nekanoničnih evangelijev sprejelo le malo pripadnikov krščanskega občestva. Nekaj vsebine nekanoničnih evangelijev (odvisno, koliko so pač v nasprotju s sprejetimi teološkimi normami) so predstojniki pomembnejših cerkva, vključno z Vatikanom, razglasili za heretične ali krivoverstvo. Takšen primer je Evangelij po Petru, ki je bil sicer napisan v ustreznem času, 70 - 120 n.š., vendar je zaradi elementov, ki bi lahko bile v podporo docetizmu, obveljal za 'nevarnega'.
Nekanonična evangelija, ki glede na nastanek veljata za zgodnejša, sta Evangelij po Tomažu, v obliki izrekov, in Evangelij po Petru, v pripovedni obliki. Datiranje evangelija po Tomažu je delno sporno, saj obstajajo sumi v kritičnost nauka, ki kanonične evangelije postavlja v prezgodnji čas, kar pa bi, če bi bilo v sklepni fazi dokazano, imelo poguben vpliv na razumevanje njihove pristnosti. Strokovnjaki se morajo kakor pri kanoničnih evangelijih sklicevati na strožjo kritično presojo in ne na obstoječe rokopise, z namenom, da se datiranje Tomaža razrahlja.
Zvrst »evangelijev otroštva« (grško protoevangelion) se je pojavila v 2. stoletju. Sem spadata Evangelij po Jakobu, ki predstavi pojem Marijinega večnega devištva, in Evangelij otroštva po Tomažu (kar ni isto kot Evangelij po Tomažu). Oba navajata kar nekaj čudežnih dogodkov iz Marijinega življenja in Jezusovega otroštva, ki niso opisani v kanoničnih evangelijih, so pa postali del krščanskega izročila.
Med zvrsti, ki niso bila sprejete, spadajo tudi t. i. evangeljske harmonije, v katerih so navidezne razlike četverih evangelijev združene, tako da tvorijo uglašeno pripovedno besedilo. Od 'harmonij' se je ohranilo le nekaj fragmentov. Ena takšnih harmonij je bil Diatessaron, ki ga je okoli leta 175 n.š. sestavil Tacijan. Vsaj dve stoletji je bil zelo priljubljen v Siriji, nakar je nenadoma prešel iz rabe, tako da se ni ohranil noben prepis, razen posredno, v nekaterih srednjeveških 'harmonijah', ki veljajo za njegove naslednice. 
Markion Sinopski, okoli 150, je imel verzijo Evangelija po Luku, ki se je vsebinsko razlikovala od tistega evangelija, ki je bil sprejet v kanon. Markionova verzija je bila dosti manj Judovsko obarvana kot zdajšnji kanonični evangelij. V svojih komentarjih je navedel, da ga je priredil tako, da je izločil dele, ki mu niso ustrezali, kljub temu pa je menil, da je bolj avtentičen od originalnega. Markion je prav tako zavrgel vse druge evangelije, tudi Matejevega, Markovega in še posebno Janezovega, za katerega je bil prepričan, da je Irenejeva predelava.
Osebno poznanje dogodkov, ki so v kanoničnih evangelijih, posebno v Markovem, le na kratko opisani, je vsebina nepričakovano odkritega Skrivnega evangelija po Marku.

### Seznam nekanoničnih (apokrifnih) evangelijev
Nekateri evangeliji, ki niso vključeni v kanon, so slogovno podobni kanoničnim evangelijem in jih ne izključujejo. Drugi, »evangeliji izrekov«, kakršen naj bi bil izgubljeni »Q«, se slogovno razlikujejo med seboj. Spet drugi so gnostični (dualistična predstava, da je telo zlo, duh pa dober); iz teh je slogovno in teološko razviden nauk, ki je drugačen od tistega v sprejetih evangelijih.
Evangeliji, ki niso bili sprejeti v kanon, so navzoči v nekaterih verstvih v novozaveznih apokrifih, med drugimi:
- Evangelij po Tomažu
- Evangelij resnice
- Evangelij po Filipu
- Evangelij po Petru
- Evangelij po Mariji Magdaleni
- Evangelij po Egipčanih
- Evangelij po Hebrejcih
- Evangelij po Jakobu
- Evangelij po Judu Iškarijotu

Druga dela, ki imajo obliko evangelija, so prišla na površje v poznejših dobah. Evangelij po Barnabu izvira iz srednjega veka. Dela iz novejše dobe (včasih poimenovana moderni apokrifi), kamor spadata Vodnarjev evangelij po Jezusu Kristusu ter Življenje Issa (domnevno odkritje Nicolasa Notovitcha) ter natančne opise dogodkov 1. stoletja je dokumentiral Jožef Flavij, judovski zgodovinar, v prvem stoletju.

## Druga dela z evangeljsko karakteristiko
Nekaj duhovnih piscev oziroma mistikov trdi, da so imeli osebna razodetja evangelija, ki so ga zapisali. Rimskokatoliška cerkev je do teh del bodisi zadržana bodisi odklonilna, saj vsebujejo nekatere dogmatske nepravilnosti. Mednje na primer sodita:
- Evangelij, kakršen mi je bil razkrit (včasih poimenovan tudi Spev o Človeku - Bogu), italijanske avtorice Marije Valtorta, 1500 strani v osmih zvezkih
- Janezov veliki evangelij, Jakob Lorber, v petih zvezkih

Obstajajo tudi "običajna" leposlovna dela, ki sicer ne trdijo, da so razodetja:
- Evangelij po Pilatu, Eric Emmanuel Schmitt, roman,
- Evangelij po Jezusu Kristusu, Jose Saramago, roman,
- Sin človekov, Wilhelm Hünermann, roman v dveh zvezkih,
- Peti evangelij, Anton Novačan, poezija,
- Evangelij po Judi, Sergej Verč, »igra v 14. postajah«.

## Liturgična uporaba
V mnogih krščanskih cerkvah kristjani stojijo, ko se bere odlomek iz enega od evangelijev, ter sedijo, ko se bere odlomek iz katere od drugih knjig Svetega pisma. Branje evangelija po navadi opravlja diakon ali duhovnik, v mnogih običajih pa se le-to opravi na sredini maše.

### Uporaba vvzhodni pravoslavni liturgiji
Evangeljska knjiga, pogosto okrašena z umetelnim kovinskim ovitkom, je po navadi postavjena na sredini oltarja. Edini stvari, ki jih je še dovoljeno hraniti na oltarju, sta kelih in posoda za hostije, ki se ju uporablja pri obhajanju evharistije (svete maše) ali praznikih križa. Pri t. i. Malem vstopu se nese evangelij od oltarja čez cerkveno ladjo in spet nazaj. Odlomki evangelija se berejo pri t. i. božanski liturgiji vsako nedeljo in ob praznikih ter vsakodnevnih obredih. Branje je določeno glede na liturgični koledar. Cikel branj se prične z Veliko nočjo in pentecostarion-om (čas med Veliko nočjo in Binkoštmi), nadaljuje ob nedeljah po Binkoštih in konča z Velikim tednom. Število nedelj med eno in drugo Veliko nočjo variira odvisno od leta. V nekaterih letih se ne preberejo vsi nedeljski odlomki, medtem ko jih katero drugo leto potrebno ponavljati.
Celota štirih evangelijev je prebrana tekom liturgičnega leta, začenši z Jn 1,1-17 pri velikonočni vstajenski maši. Branje Janeza se konča na binkoštno nedeljo, nakar sledi ponedeljek Svetega Duha z Matejem, poglavje 4 (rodovnik z rojstvom se bere na Božič). Od 12. ponedeljka preko 17. petka po Binkoštih se bere iz Evangelija po Marku, skupaj z Matejevim poglavjem 25, na soboto in nedeljo 17. tedna. Na 18. ponedeljek pride na vrsto branje Luka, ki se konča 29. nedeljo. Med preostalimi tedni, 30. - 32., se ob delavnikih bere iz Marka, ob vikendih pa iz Luka. Isti vzorec se ponovi v tednih pripravljanja pred Veliko nočjo.
Ko se prične doba pripravljanja na Veliko noč (pri večernicami na nedeljo odpuščanja), se evangelijev ne bere ob delovnih dneh, pač pa se jih nadomesti s tremi deli iz Stare zaveze, enim iz Geneze, drugim iz Izaija in tretjim iz Pregovorov. Na sobote in nedelje se berejo evangeliji s sporočilom, ki se nanaša na temo tistega dne (npr. sv. Marija Egipčanska, križ ali svete ikone). To se vrši tudi tekom velikega tedna, z izjemo velikega petka in vstajenske maše, ko se bere 12 pasijonskih odlomkov evangelijev. Vrhunec pa predstavlja procesija z velikim križom, ki ga duhovnik prinese do ambona, kjer nanj simbolično križajo Kristusa.
Pri božanski liturgiji bere evangelij navadno diakon, po tem, ko je sprejel blagoslov duhovnika ali škofa. Če diakon ni prisoten, prebere evangelij duhovnik-mašnik.
Pri nedeljskih jutranjih mašah bere evangelij vedno mašnik. Zatem verniki počastijo evangeljsko knjigo, nakar prejmejo blagoslov.

### Uporaba vrimskokatoliški liturgiji
Odlomek iz enega od evangelijev pride na vrsto med Alelujo ali pridigo in Credo (vera). Pri slovesnejših mašah se poje monotona melodija, ki se nanaša na poseben stil (Tonis evangelii).

## Vheraldiki
V heraldiki predstavlja podobo evangelija knjiga.